# Khash Rod (huyện)
Khash Rod là một huyện thuộc tỉnh Nimruz, Afghanistan. Dân số thời điểm năm 1999 là 18,559 người.